# 서리 새틀라이트 테크놀로지

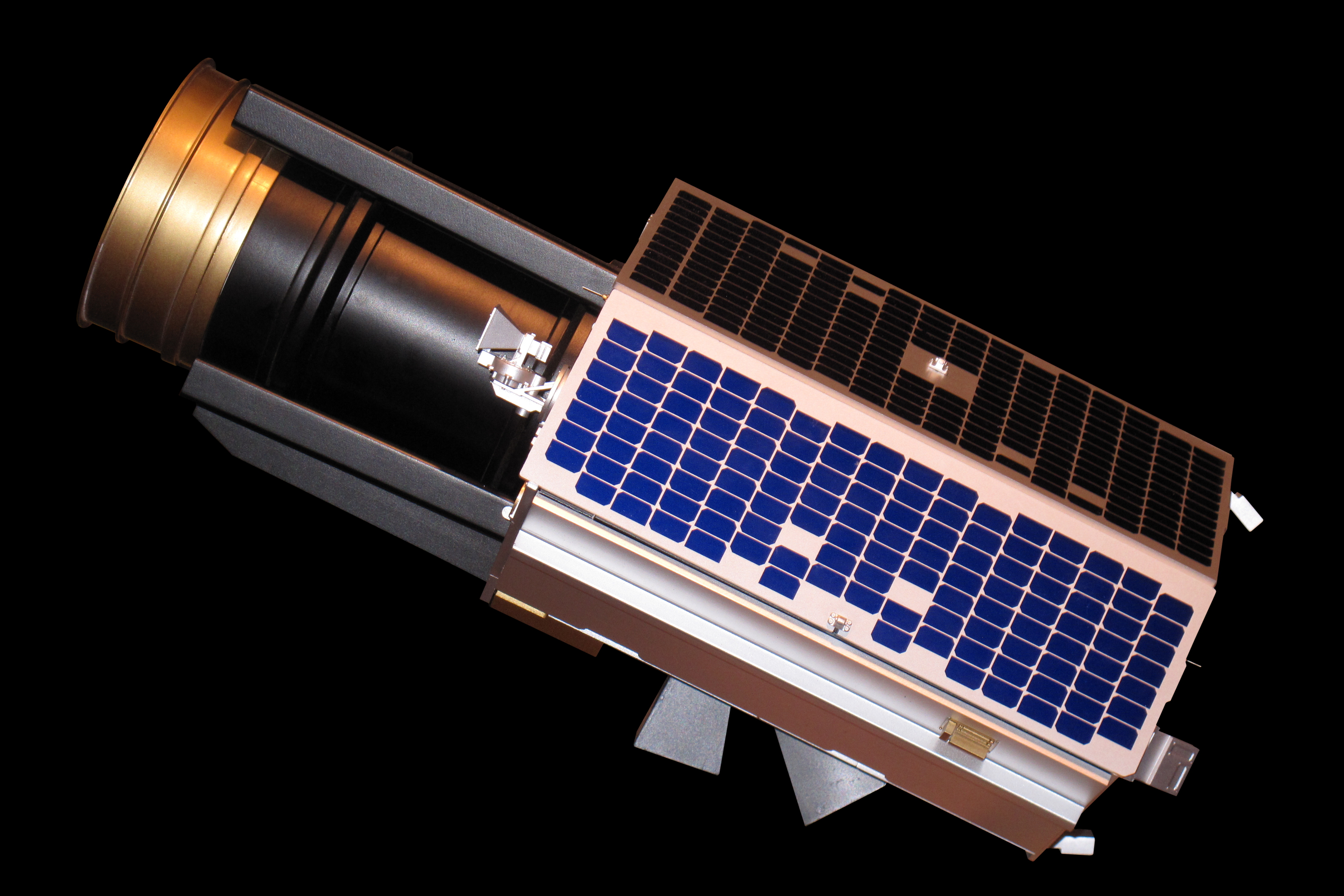

서리 새틀라이트 테크놀로지(Surrey Satellite Technology)는 영국 서리 대학교가 세운 소형위성을 생산하는 회사이다. 약자로 SSTL이라고 부른다. EADS 아스트리움이 대주주이다. 서리 대학교의 서리 스페이스 센터와 함께 일한다.
1992년 대한민국은 서리 대학교와 협력하여 한국 최초의 인공위성인 우리별 1호를 발사했다.